# Francesco Sisinni
Francesco Sisinni (Maratea, 23 maggio 1934) è un politico e funzionario italiano.

## Biografia
Nato a Maratea, in provincia di Potenza, comune in cui ha rivestito la carica di sindaco dall'aprile 1995 al febbraio 1997, giovanissimo risultò primo nella graduatoria del concorso direttivo nel ministero della pubblica istruzione, àmbito nel quale assunse presto incarichi dirigenziali.
Dopo aver conseguito una laurea negli Studi Europei con il massimo dei voti, a seguito di concorso, passò al ministero degli affari esteri, dove fu impiegato in compiti in Italia e all'estero, tra cui quello di «consulente culturale» del ministro Aldo Moro.

Nel 1974 collaborò con il ministro Giovanni Spadolini alla creazione del ministero per i beni culturali e ambientali sotto il governo Moro IV, ministero in cui rivestì la carica di primo segretario generale del Consiglio Nazionale e di Direttore generale alle Antichità per circa vent'anni. Secondo fonti giornalistiche, Sisinni così descrisse l'incontro con Spadolini: 
Nel 1994, durante il dicastero di Domenico Fisichella, fu trasferito all'incarico di responsabile dei beni archivistici. Successivamente fu nominato direttore generale per la difesa del suolo e, poi, responsabile di sezione della Commissione Tecnico-Scientifica per l'Ambiente.
Attualmente fa parte degli esperti del consiglio superiore dei lavori pubblici, impiego che accompagna a quello di insegnante universitario e di direttore del Master in studi storico-artistici e di tutela e valorizzazione del patrimonio culturale e dell'ambiente presso l'università LUMSA a Roma, dove risiede.

### Vertenze giudiziarie
Nei primi anni novanta Sisinni fu al centro di una polemica a proposito della ripavimentazione di piazza della Signoria a Firenze. La polemica si era tradotta in un caso giudiziario, che nel 1992 vide Sisinni condannato (insieme ad altri 6 fra amministratori e funzionari comunali, e dirigenti del ministero dei Beni culturali) dalla pretura di Firenze a due mesi di reclusione (con benefici di legge) per danneggiamento al patrimonio artistico e storico nazionale, per essere poi assolto con formula piena dalla Corte d'appello pochi mesi dopo.
Nel 1993 fu coinvolto in un'inchiesta a carico del ministro Riccardo Misasi insieme ad altre 28 persone tra funzionari, docenti universitari e tecnici per il recupero di un castello a San Nicola Arcella, in provincia di Cosenza, ma non subì alcun processo giacché il Tribunale Civile e Penale di Roma – Sezione dei Giudici per le Indagini Preliminari – Ufficio 13, con Sentenza del 1º ottobre 1997, «posto che il Collegio per i reati ministeriali con sentenza del 21.7.1997 aveva affermato più volte e a chiare lettere la totale insussistenza di elementi di prova per qualsivoglia accusa con una molteplicità di argomenti», dispose l'archiviazione del procedimento.
Successivamente fu indagato insieme ad Alberto Ronchey in merito alla prelazione esercitata dal ministero per la cessione di Villa Blanc, a Roma, vicenda chiusasi senza conseguenze giudiziarie poiché i sospetti risultarono infondati, e i due furono prosciolti dal tribunale dei ministri. In particolare, questo procedimento si rivelò essere di tale infondatezza che la Suprema Corte di Cassazione si vide costretta ad aprire un procedimento nei confronti del Pubblico Ministero e del Giudice d'Istanza preliminare perché l'ordine di carcerazione emanato risultava essere «il risultato di una attività caratterizzata da negligenza macroscopica nella ricostruzione e qualificazione della fattispecie e della norma applicabile», tanto grave da «compromettere il prestigio dell'ordine giudiziario».

## Pubblicazioni
- Elementi di Diritto amministrativo e contabile dello Stato (1965)
- Per l'Europa cominciamo dalla Scuola (1968)
- La Scuola Media dalla Legge Casati ad oggi (1969)
- Le due Culture (1979)
- I miei Beni (1990)
- I Beni Culturali sono il futuro di Napoli (1990)
- La Lucania e il suo patrimonio culturale (1991, con Giuseppe Appella)
- Scienza e crisi del Museo (1993, con D. M. Wilson, direttore del British Museum di Londra)
- In Viaggio - Pellegrinaggi e Giubilei del Popolo di Dio (1998)
- Alla Festa di Olimpia. Storia del Bello dell'Arte e della Tutela (2001)
- Ritratto di Calabria. Uomini evi ed eventi (2001)
- Riflessioni sulla Bellezza (2003)
- La Bellezza venuta dal mare (2003)
- Il Presepe. La tradizione natalizia italiana (2005)
- Il Cappotto del Nonno (2006)
- Ditirambo lucano: elogio oraziano del Vulture, del simposio, del vino e della Lucania (2008)
- Il Paesaggio italiano nella Divina Commedia (2011)
- Rime sparse (2014)
- Il Porto (2015)
- Maratea. Appunti di storia (2019)
- Et in Arcadia ego (2021)

Ha altresì curato varie opere ed ha edito numerosissimi saggi tra cui: Il futuro d'Italia si chiama Europa; San Benedetto; Il pensiero politico di N. Machiavelli; Vico; Pascal; Marcel; Pirandello: vita è arte; Tutela e valorizzazione del patrimonio culturale; Il Conte Ugolino; Matelda; San Bernardo; Umanesimo Cateriniano; Il Presepe Pugliese; San Giovanni in Fiore; San Francesco; Gli insediamenti francescani; Anastilosi; Memorabilia; Pietra su pietra; Il Teatro di Sabbioneta; I Parchi e Giardini Storici; L'Architettura del Rinascimento; Restauro; Campanili di Bologna e del bolognese; Sant'Angelo in Formis; Canova; Non abbiate paura; Andreottiana; Bellezza Crocifissa; La critica oggi; Il Cardinal Gennari.
Oltre cento sono le prefazioni a cataloghi d'arte.
Ha fondato le seguenti Riviste: Il Museo, Il Bollettino di Archeologia, Il Bollettino di Numismatica, Il Bollettino di Archeologia Subacquea, Archeologia Antropologica, ed ha diretto, oltre le suddette Riviste, Accademie e Biblioteche d'Italia e Il Bollettino d'Arte. Ha progettato e curato, in numerose edizioni, L'Agenda Europea del Ministero per i Beni Culturali e Ambientali, L'Agenda del Territorio Italia del Ministero dei Lavori Pubblici e L'Agenda Maratea, tutte edite dall'Istituto Poligrafico e Zecca dello Stato. Pubblica nella pagina della Cultura del Tempo di Roma e in Riviste specialistiche.

## Attività culturali
Dantista, fa parte di numerose Accademie e Istituti Culturali nazionali e internazionali.

## Onorificenze
Inoltre, gli sono stati conferiti numerosi Premi per la Cultura, fra i quali il Premio LucaniaOro (1989), Benemerenze e Onorificenze (anche europei e stranieri). Fa parte degli Ordini Cavallereschi di Malta, del Santo Sepolcro, di San Giorgio e di San Gregorio.